# Soul
A soul zene története elválaszthatatlan az azonos gyökerű R&B és gospel műfajoktól. Az Egyesült Államok ban az 1950-es évek második felében indult el a két, párhuzamos folyamat, ami a műfaj kialakulásához vezetett.
A rétegzeneként indult R&B egyre nagyobb rajongótáborra tett szert, míg a gospel szigorúan egyházi keretek között maradt. A soul nagy úttörői, mint Ray Charles vagy Ben E. King a gospel átszellemültségét, spiritualitását vegyítették az R&B feszes ritmusaival és megkapó dallamaival. Maga a soul, azaz lélek kifejezés is arra utal, hogy szenvedélyes lélekből szóló muzsikáról van szó.
Igazi térhódítása a '60-as években indult meg, ekkor tűntek fel olyan előadók, mint James Brown, a soul keresztapja, és Aretha Franklin, a soul királynője.
Bár döntően „fekete” zene volt, a „fehérek” is lelkesen próbálkoztak a soul zenében. A blue-eyed soul műfaj név alatt elsősorban a Righteous Brothers és Michael McDonald szerzett magának hírnevet.
Akárcsak az R&B esetén, a különböző államokban más-más jellegű soul alakult ki, mégis a legfontosabb szerepet a memphisi Stax kiadó, és a detroiti Motown előadói kapták. Utóbbi inkább a populáris hangzásvilágot célozta meg, és egyaránt merített R&B, gospel és rock and roll forrásaiból. A déli-soul ezzel szemben nyersebb és pattogósabb volt.
A '70-es évek zenei átalakulása erre a műfajra is rányomta a bélyegét. 
Az olyan előadók, mint Marvin Gaye és Curtis Mayfield arra használták fel a műfaj népszerűségét, hogy szociális tartalmú üzeneteiket minél szélesebb körhöz eljuttathassák. Szintén ebben az időben alakult ki az elvontabb pszichedelikus soul.
Még fontosabb változást jelentett, hogy az olyan művészek, mint James Brown és Sly Stone inkább a táncolhatóság felé terelték a soult, ami előbb a funky, majd a diszkó kialakulásához vezetett.
A soul a diszkó terjedésével nem vesztett erejéből, sőt a '80-as években egyre nagyobb teret hódított magának. Az olyan előadók, mint Prince, Michael Jackson, vagy Luther Vandross dominálták a slágerlistákat, akárcsak Whitney Houston.
A '90-es évek új irányzatai részben háttérbe szorították a soul előadókat, ugyanakkor átalakulást indítottak útjára, ami a soul és a hiphop összeolvadásához vezetett. Az új irányzat legismertebb neve Beyoncé, Mary J. Blige és Lauryn Hill, míg a műfaj legújabb reménységének Joss Stone-t tartják.